# Richard de Lédignan
Richard-Joseph-Timoléon, comte de Roys de Lédignan Saint Michel, comte du Saint Empire, né le 14 août 1839 à Paris et mort le 23 décembre 1886 à Paris, est un militaire et homme politique français. Il est aussi marquis de Roys à la mort de son grand-père, Jérôme Joseph Aurèle, marquis de Roys  (1791-1882).

## Biographie
Ancien élève de l'école militaire de Saint-Cyr, un décret impérial du 1er octobre 1859 le nomme Sous-Lieutenant. Il intègre le 11e bataillon de chasseurs à pied, puis après avoir été distingué pour ses qualités de tireur à l'école de tir de Vincennes, le 29 décembre 1861, il est nommé au Régiment de Zouaves de la Garde Impériale, et est au Service aux Tuileries, où l'on racontera l'anecdote suivante : le Prince Impérial étant tombé dans l’eau d’un des bassins des jardins des Tuileries, le jeune Lieutenant de Roys se serait jeté à l’eau pour le sauver. Une version peut être plus vraisemblable est que le lieutenant de Roys aurait donné l’ordre à l’un de ses soldats d’aller rechercher le ballon du prince, qui avait rebondi dans l’eau, ce qui lui causait un inexorable chagrin. Toujours est-il, que ce jour-là le lieutenant de Roys fut remarqué, et qu’il en reçut en cadeau de l’Impératrice deux flammes miniatures de lanciers, qui sont encore conservées dans la famille. Le 10 janvier 1866, il est nommé lieutenant aux Zouaves de la Garde impériale.
Fortement poussé par son grand-père, Richard de Roys décide de faire une carrière politique en s’appuyant sur la Seine-et-Marne, dont la première opportunité sera l’élection au conseil général qui doit survenir en août 1867. Son statut de militaire n’est alors pas antinomique avec cette élection. Aussi va-t-il s’y présenter, avec le projet que s’il est élu, et si ainsi la route politique lui est ouverte, il démissionnera alors de l’armée, en se plaçant en congé, ayant accompli les années de son engagement, et même 3 ans de plus. Il obtient 1 869 voix contre 416 à Léon Petit, meunier à Ravannes dans la commune d’Écuelles. Ayant dépassé la majorité absolue, Richard de Roys est donc élu dès le premier tour.
Le président des opérations de vote fera donc écrire sur le procès-verbal du vote : « M. de Roys ayant réuni le plus grand nombre de suffrages, a été proclamé membre du Conseil d’arrondissement pour le canton de Moret, à la majorité absolue des suffrages exprimés » Le conseil d’arrondissement se réunira aussitôt  chez le Sous-Ppréfet à Fontainebleau. À la suite de quoi, le 4 février 1868, le lieutenant aux Zouaves Richard comte de Roys écrit à son chef de corps pour solliciter sa démission :
« Je soussigné, de Roys de Lédignan Saint Michel, (Richard, Joseph Timoléon) lieutenant au régiment des Zouaves de la Garde Impériale, offre ma démission du grade qui m’a été conféré dans l’armée de Terre, déclare en conséquence renoncer volontairement et d’une manière absolue aux prérogatives attachées à ce grade et demande à me retirer dans mes foyers au château de Saint-Ange, arrondissement de Fontainebleau, département de Seine-et-Marne
À Versailles, le 4 février 1868 »
Le maire de Villecerf, J.B. Buffeteau étant mort à la fin de 1868, le 18 janvier 1869, Richard, comte de Roys reçoit la note préfectorale suivante :
« Au nom de l’Empereur, Nous préfet de Seine-et-Marne, officier de l’ordre impérial de la Légion d’Honneur, commandeur de l’ordre de Saint-Grégoire-Le-Grand, officier de l’Instruction publique, Vu l’article 59 de la Constitution, Vu la loi sur l’organisation municipale
Arrêtons :
ART Ier :       M.de Roys (le comte) est nommé Maire de la commune de Villecerf, arrondissement de Fontainebleau, en remplacement de M. Buffeteau décédé.
ART 2 :        Avant son installation, il prêtera le serment prescrit par l’article 14 de la Constitution »
L'année suivante, il reçoit le grade de capitaine.
Le 19 juillet 1870, le gouvernement de l'Empire français déclare la guerre au royaume de Prusse; Aussitôt le capitaine de Roys se présente et se met au service, où il est intégré à la garde nationale de Seine-et-Marne. Le 30 août  1870 vont débuter les états de service «  en campagne du capitaine de Roys ». en commandant un bataillon, qui très vite va s’intégrer au dispositif de défense de Paris, en cours d’encerclement. Le 21 octobre, lors des combats de Buzenval, à la tête du bataillon des Gardes Mobiles de Seine-et-Marne, il dégage 4 compagnies de Zouaves, bloquées par les Allemands, et leur permet de regagner La Malmaison. Cet exploit lui vaudra le 30 octobre d'être nommé officier à l’État-Major des Gardes Mobiles de la Seine, et attaché comme officier d’ordonnance à l’amiral Fleuriot de Langle. Le 25 janvier 1871, il reçoit la croix de chevalier de la Légion d'honneur.
Le 7 mars 1871 marque la fin du temps de «  Campagne contre l’Allemagne » du capitaine de Roys,
La République étant proclamée, Il va se présenter aux deux premières élections : 1871. Les législatives du 19 septembre, où il se présente pour la première fois en Seine-et-Marne, où il est battu de peu, puis le 8 octobre au conseil général, où il est élu conseiller général du canton de Moret avec 1 167 voix contre 1104 à Louis Lavaurs. Il laissera aussitôt  sa place de Conseiller d’Arrondissement à  Florimond Le Dru, le maire de Dormelles.
Il est député de l'Aube de 1877 à 1886, siégeant à gauche au groupe de l'Union républicaine.

## Sources
- « Richard de Lédignan », dans Adolphe Robert et Gaston Cougny, Dictionnaire des parlementaires français, Edgar Bourloton, 1889-1891 [détail de l’édition]